# Odell, Oregon
Odell är en så kallad census-designated place i Hood River County i Oregon. Vid 2020 års folkräkning hade Odell 2 328 invånare.